# Přední Cínovec
Přední Cínovec (německy Vorder-Zinnwald), také Přední Cinvald, je zaniklá obec v Česku, okrese Teplice, ležela asi 4 kilometry severozápadně od Komáří hůrky a 3 kilometry od Zadního Cínovce, dnes Cínovce.

## Historie
První písemná zmínka o obci je z roku 1378, založili ji krupští horníci, kteří zde těžili cínové rudy.

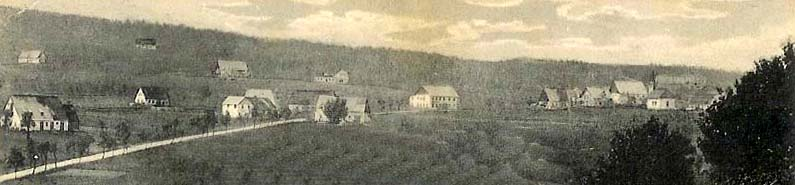
Přední Cínovec kolem roku 1920

Dolování se později přesunulo na území Zadního Cínovce a obyvatelé Předního Cínovce se začali věnovat polnímu hospodářství a chovu dobytka. Obyvatelé se také živili domácí výrobou slaměného zboží, pašováním a službami pro turisty a sportovce.
Za druhé světové války byl v Předním Cínovci zřízen pracovní tábor.

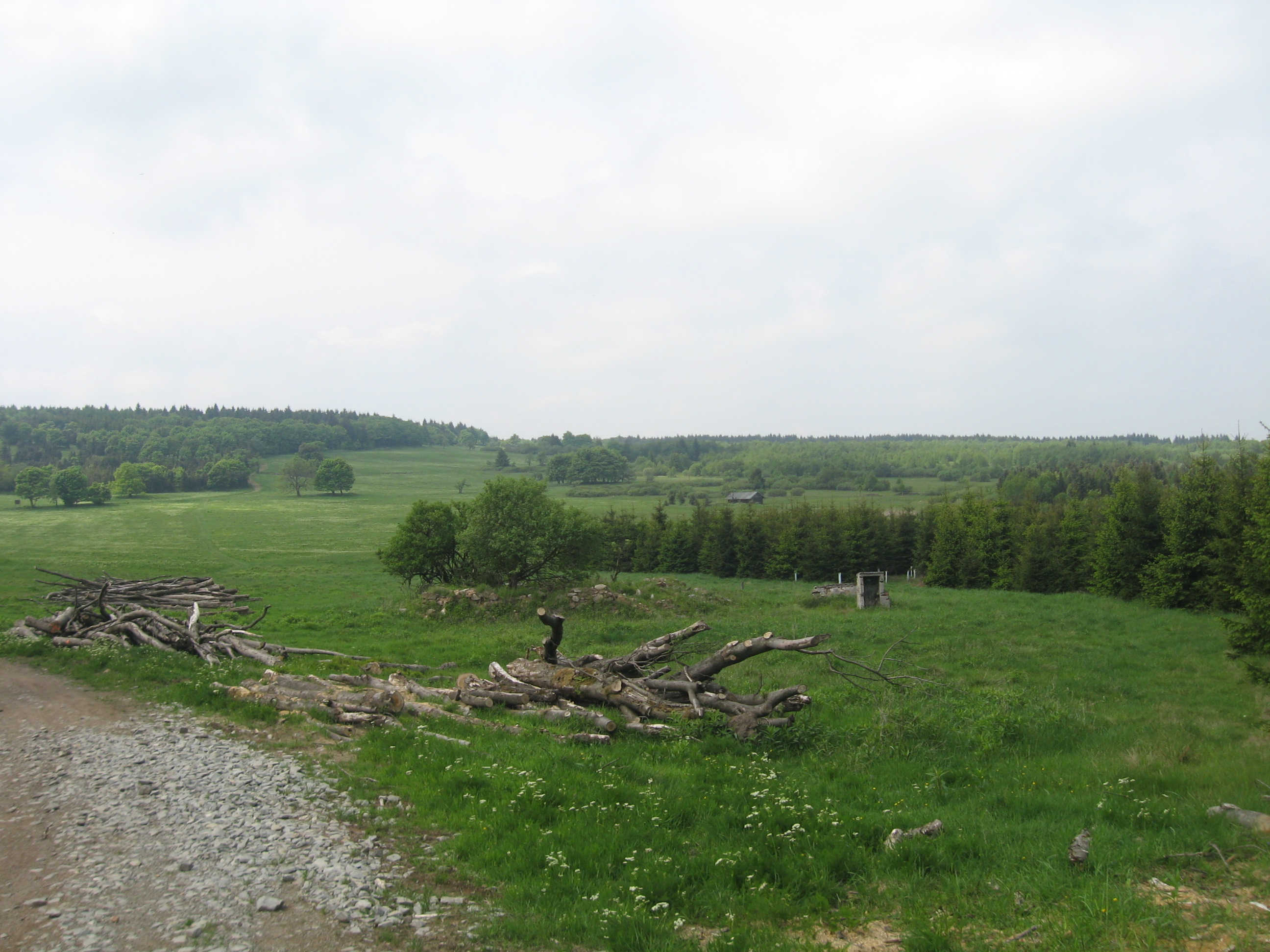
Pohled do míst, kde stával Přední Cínovec

Na konci čtyřicátých let 20. století došlo k odsunu německým obyvatel a obec zůstala opuštěná. Domy byly zbourány, bývalý statek byl využíván jako farma.

## Vývoj počtu obyvatel
| Rok  | Počet obyvatel | Počet domů |
| ---- | -------------- | ---------- |
| 1833 | 172            | 30         |
| 1921 | 1479           | 245        |

## Památky
- Kaple Navštívení Panny Marie z 15. století, mezi lety 1957–1959 zbourána.[1][3]